# R-47 (大型ミサイル艇)
R-60(ロシア語:Р-60エール・シヂスャート)は、ソ連・ロシア連邦の大型ミサイル艇(Большой ракетный катер)である。

## 概要
12411号計画「モールニヤ」型大型ミサイル艇の1 隻となるR-47は、1983年7月22日にレニングラート(現サンクトペテルブルク)のスレドネ＝ネーフスキイ造船工場で起工された。同造船所で建造された12411型としては最初の艇である。
1986年には、「タンボフのコムソモール員」という意味のタンボーフスキイ・コムソモーレツ(Тамбовский Комсомолецタンボーフスキイ・カムサモーリェツ)に改称された。同年8月21日には進水、1987年2月13日には竣工し、ソ連海軍二重赤旗受賞バルト艦隊に配備された。
1991年末にソ連が崩壊すると、R-47はロシア海軍の運用下に入った。また、共産主義的な名称も変更が検討され、1992年2月15日には最初の名称R-47に戻された。